# Символ Розы и Креста

Роза и Крест

Символ Розы и Креста (фр. Rose-Croix) — эзотерический символ, который является составной частью символики Розенкрейцерских орденов. Будучи изображённым на большинстве эмблем Розенкрейцерских орденов, этот символ имеет много значений.
В теологии золотой Крест означает материальное тело человека и испытания телесной жизни. Красная Роза в центре представляет человеческую душу и её поэтапный расцвет в процессе воплощений и стремления к совершенству. Иначе говоря, для розенкрейцеров символ Розы и Креста означал «расцветшую душу».

## Крест как эзотерический символ
Крест является одним из самых древних эзотерических символов. Будучи широко распространённым, указанный символ встречается в клинописных надписях и хрониках древних египтян, ассирийцев, этрусков, греков, индейцев Северной Америки, и, наконец, христиан.
Основополагающим символическим значением креста является обозначение физического мира. Есть предположение, что крест связан с цифрой «четыре»: четыре стороны света, четыре времени года, четыре «первоэлемента» (огонь, воздух, вода, земля), четыре Каббалистических Мира (Олам Ацилут, Олам Бриа, Олам Йецира и Олам Асиа) и т. д.

## Роза как эзотерический символ
Роза как символ является сравнительно недавним. Среди теософов преобладает мнение, что многослойность лепестков розы обозначает постепенное открытие сокрытого, процесс поступательной эволюции. Роза представляет духовное развитие человека.